# Cartaletis libyssa
Cartaletis libyssa är en fjärilsart som beskrevs av Carl Heinrich Hopffer 1857. Cartaletis libyssa ingår i släktet Cartaletis och familjen mätare. Inga underarter finns listade i Catalogue of Life.

## Bildgalleri

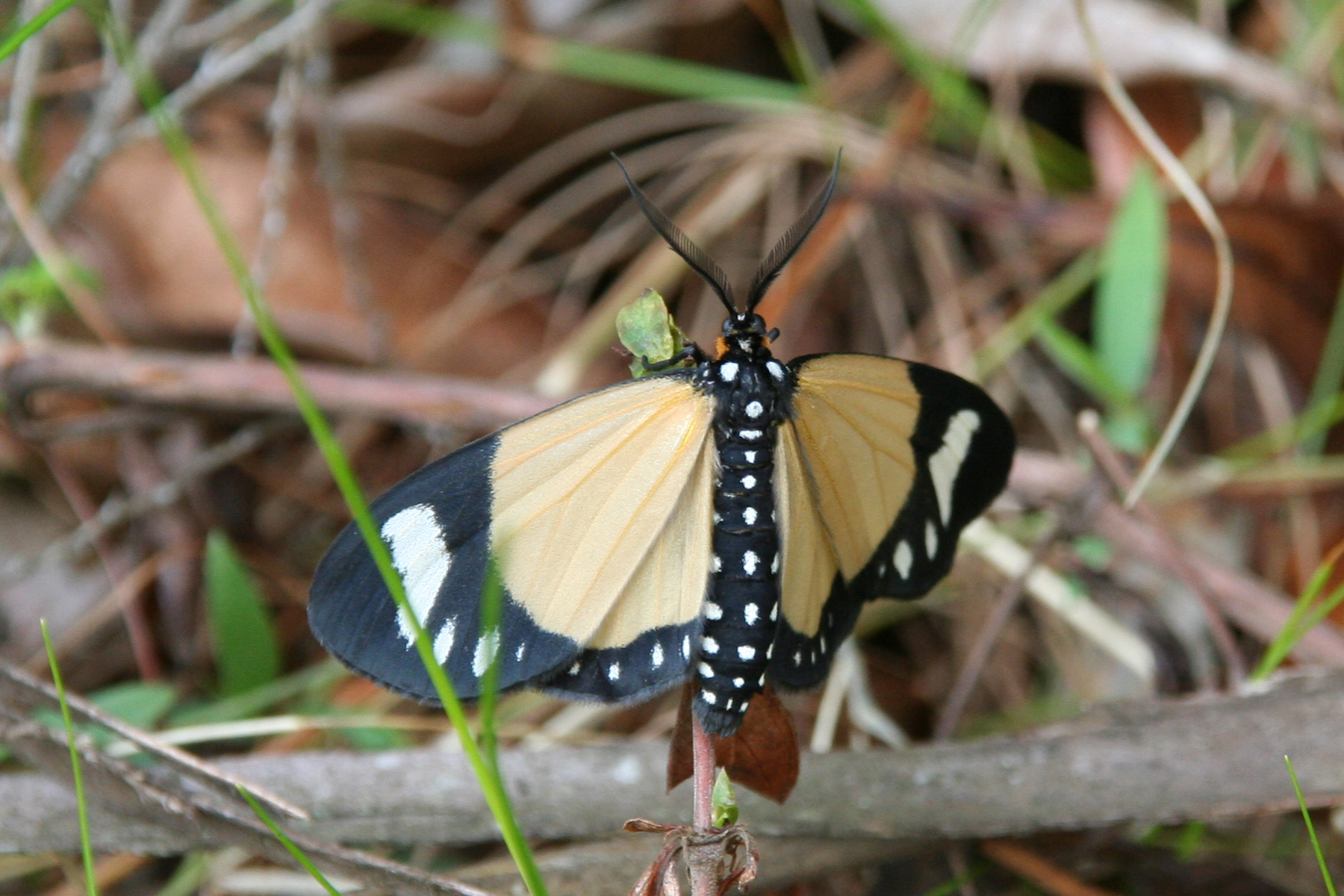